# Caryophyllidae
Caryophyllidae is een botanische naam voor een onderklasse, gevormd uit de familienaam Caryophyllaceae.
Het Cronquist-systeem (1981) gebruikte deze naam voor een van de zes hoofdgroepen in de dicotylen (deze heten bij Cronquist Magnoliopsida of Magnoliidae). 

## Beschrijving
Deze groep wordt door Cronquist beschreven als:
Planten in een of meer opzichten meer geavanceerd dan de Magnoliidae; stuifmeelkorrels triaperturtaat (met 3 openingen) of hiervan afgeleid, zaadlobben niet meer dan twee, meeldraden niet bandvormig, gewoonlijk met duidelijke helmknop en -draad, planten produceren zelden benzylisoquinoline of aporfine alkaloïden, wel vaak andere alkaloïden, looistoffen, betalaïnes, mosterdoliën of iridoïde bestanddelen.
Bloemen gewoonlijk goed ontwikkeld en met duidelijk bloemdek, indien dit niet het geval is, gegroepeerd in tweeslachtige pseudanthia of met vele zaden op wandstandige placenta's, zelden met alle kenmerken van de Hamamelidae zoals aldaar beschreven, pollenkorrels met gevarieerde architectuurtypes, zelden echter met porie of korrelvormige infrastructuur.
Bloemen met losse bloembekleedsels, zelden zonder bloembekleedsels of vergroeidbladig, indien vergroeidbladig gewoonlijk meer meeldraden dan kroonslippen, of met bitegmische of crassinucellaire zaadknoppen, zaadknoppen zeer zelden met integumentair tapetum, vruchtbladen 1 tot vele, vrij of vaker vergroeid in een samengestelde stamper, planten vaak met looistoffen of betalaïnes of mosterdoliën.
Meeldraden, indien zeer vele, gewoonlijk geïnitieerd in centrifugale (zelden centripetale) volgorde, placenta verschillend, vaak wandstandig, of vrij-centraal of basaal, maar soms ook hoekstandig, soorten met weinig meeldraden en hoekstandige placentatie gewoonlijk verscheidene tot vele zaadknoppen per zaadhok, of met een vergroeidbladige kroon of beide.
Planten gewoonlijk hetzij met betalaïnes of met vrij centrale of basale placentatie (in een samengesteld vruchtbeginsel), of beide, maar geen mosterdoliën of iridoïde bestanddelen en looistoffen alleen in de twee kleinere ordes, pollenkorrels trinucleaat of zelden binucleaat, zaadknoppen bitegmisch (twee integumenten), crassinucellair, gewoonlijk campylotroop of amfitroop, planten gewoonlijk kruidachtig of min of meer kruidachtig, de houtige soorten met abnormale secundaire groei of anderszins abnormale stengelgroei, kroonbladeren duidelijk anders of ontbrekend, behalve in de Plumbaginales; in de grootste orde (Caryophyllales) bevatten de zeefvaten een bepaald type P-plastiden, en beschikken de zaden eerder over perisperm dan endosperm.

## Classificatie
In de 22ste druk van de Heukels' Flora van Nederland, 1996, welke ook Cronquist volgt (of liever een licht aangepaste versie van dit systeem) krijgt deze groep de rang van superorde, met als samenstelling:
- superorde Caryophylliflorae
  - orde Caryophyllales
  - orde Polygonales
  - orde Plumbaginales

De 23e druk van de Heukels (2005) gebruikt echter het APG II-systeem (2003), of liever een licht aangepaste versie van dit systeem) en daarin wordt deze groep in rang verlaagd tot die van orde, Caryophyllales. Taxonomisch is dit een "goede" groep, met tal van eigen kenmerken.